# نيوتن إيويل
نيوتن إيويل (بالإنجليزية: Newton Ewell)‏ هو فنان أمريكي، ولد في 1 أكتوبر 1962 في سانت لويس في الولايات المتحدة.